# Paweł Lewiecki

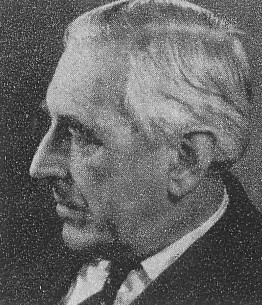
Paweł Lewiecki

Paweł Lewiecki (* 8. Mai 1896 in Nalczyk; † 21. August 1974 in Warschau) war ein polnischer Pianist und Musikpädagoge.
Lewiecki hatte ab dem vierten Lebensjahr Klavierunterricht. Er besuchte die Musikschule in Chișinău und studierte ab 1914 am Moskauer Konservatorium bei Konstantin Igumnow und Alexander Skrjabin. In seinem Diplomkonzert spielte Sergei Rachmaninows Klavierkonzert fis-Moll.
Er wurde 1917 in die zaristische Armee eingezogen und kämpfte gegen die bolschewistischen Soldaten. Über Bessarabien und die Türkei gelang ihm die Flucht nach Paris. Hier erhielt er neue Papiere, die ihm eine Rückkehr nach Polen erlaubten. Dort debütierte er 1920 mit drei Konzerten in Biała Podlaska. Es folgten Auftritte in Warschau und anderen polnischen Städten, in der Tschechoslowakei und Frankreich, wo er Werke polnischer Komponisten wie Ignacy Jan Paderewski, Ludomir Różycki, Antoni Szałowski, Tadeusz Szeligowski, Roman Maciejewski, Karol Szymanowski, Feliks Łabuński, Adam Sołtys, Roman Statkowski und Ignaz Friedman aufführte. Als Liedbegleiter trat er u. a. mit Aniela Szlemińska auf. Von 1924 bis 1939 leitete er zudem das Klavierdepartment am Warschauer Konservatorium.
Im November 1939 wurde er von der Gestapo verhaftet, kam jedoch auf Intervention des Kardinals Adam Stefan Sapieha im März 1940 wieder frei. Er unterrichtete dann an der Staatlichen Musikhochschule in Warschau und gab daneben Konzerte im Untergrund und privaten Unterricht.
Nach dem Krieg setzte er seine Laufbahn als Pianist fort. Von 1945 bis 1949 unterrichtete er eine Klavierklasse an der Hochschule für Musik, dann hatte er eine Professur an der Staatlichen Musikhochschule in Warschau inne. Zu seinen Schülern zählten Jadwiga Szamotulska, Wanda Łosakiewicz, Janina Garztecka, Józef Kański, Janusz Mechanisz, Wanda Lehrówna, Ken Sasaki, Michał Wesołowski, Bogusław Kaczyński, Zofia Krywult, Jadwiga Waśniewska und Andrzej Płonczyński.